# Флаг Верхнехавского района
Флаг муниципального образования Верхнеха́вский муниципальный район Воронежской области Российской Федерации — опознавательно-правовой знак, служащий официальным символом муниципального образования.
Флаг утверждён 14 ноября 2003 года решением Совета депутатов Верхнехавского района № 153 и внесён в Государственный геральдический регистр Российской Федерации с присвоением регистрационного номера 1408.

## Описание
«Флаг Верхнехавского района представляет собой прямоугольное полотнище с соотношением ширины к длине 2:3, разделённое по вертикали на две равные полосы: зелёную у древка и синюю, воспроизводящее в центре фигуру из гербовой композиции: звезду о восьми лучах, из которых три первых и три последних продольно разделены; первый луч звезды — жёлтым и белым; второй, третий и восьмой — жёлтым и чёрным; шестой — жёлтым и синим; седьмой — жёлтым и зеленью; четвёртый и пятый лучи жёлтые».
Нумерация лучей на флаге приводится по правилам геральдики, а не вексиллологии, — сверху вниз и геральдически справа налево; очередность сторон лучей звезды считается по кругу навстречу ходу солнца (то есть по часовой стрелке).

## Обоснование символики
Главной фигурой флага Верхнехавского района является звезда о восьми лучах, имеющая многозначную символику:
— восемь равновеликих лучей олицетворяют символ христианского Святого — Андрея Первозванного, покровительствующего России, в том числе Верхней Хаве;
— рассечение звезды аллегорически символизирует перевод слова «Хава» с древнетюркского как «простор» — во всех направлениях ровный безлесный ландшафт;
— жёлтые четвёртый и пятый лучи аллегорически показывают, что в основе своей Верхнехавский район является сельскохозяйственным;
— чёрные части второго, третьего и восьмого лучей символизируют куб чернозёма с границы Верхнехавского района и хранящийся, как эталон в Парижском музее палаты мер и весов (точка пересечения трёх граней — есть вершина куба);
— первый, шестой и седьмой лучи символизируют особую биосферу Воронежского биосферного заповедника, состоящую из литосферы (зелёной части седьмого луча), гидросферы (синей части шестого луча) и тропосферы (белой части первого луча).
Жёлтый цвет (золото) — это цвет солнца, богатства, величия, уважения, великолепия.
Белый цвет (серебро) — символ, чистоты, веры, искренности, чистосердечности, благородства.
Чёрный цвет — символ благоразумия, мудрости и вечности бытия.
Синяя часть полотнища показывает географическое расположение района на реке Хава.
Синий цвет (лазурь) — символ возвышенных устремлений, мышления, искренности и добродетели.
Зелёная часть полотнища дополняет символику природы и аллегорически символизирует благодатность и плодородие здешних земель.

## См. также

Флаги муниципальных образований Верхнехавского района
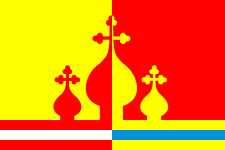
Флаг Парижскокоммунского сельского поселения